# Gewichtheber-Bundesliga 2008/09
Die 1. Bundesliga 2008/09 im Gewichtheben war die 46. Saison in der Geschichte der Gewichtheber-Bundesliga. 15 Mannschaften aufgeteilt auf drei Staffeln traten gegeneinander an. Mannschaftsmeister wurde der Chemnitzer AC, der damit zum dritten Mal die Meisterschaft für sich entscheiden konnte. 

## Staffel Süd
| Pl. | Verein               |                 | Max   | Punkte |
| --- | -------------------- | --------------- | ----- | ------ |
| 1.  | Chemnitzer AC        | 6520.9 : 4742.6 | 893.6 | 16:0   |
| 2.  | SG Fortschritt Eibau | 5156.8 : 5042.1 | 695.4 | 12:4   |
| 3.  | TB 03 Roding         | 5048.8 : 5295.2 | 670.2 | 8:8    |
| 4.  | AC Suhl              | 4651.6 : 5312.0 | 654.0 | 2:14   |
| 5.  | AC Atlas Plauen      | 4389.4 : 5375.6 | 629.4 | 2:14   |

## Staffel Mitte
| Pl. | Verein                |                 | Max   | Punkte |
| --- | --------------------- | --------------- | ----- | ------ |
| 1.  | AC Germania St. Ilgen | 5706.6 : 5179.8 | 808.6 | 14:2   |
| 2.  | KSV Durlach           | 5588.8 : 4995.0 | 726.2 | 12:4   |
| 3.  | SV Germania Obrigheim | 5616.2 : 5207.8 | 791.8 | 10:6   |
| 4.  | TSV Heinsheim         | 4849.7 : 5118.9 | 665.0 | 4:12   |
| 5.  | VfL Duisburg-Süd      | 3983.0 : 5242.8 | 553.2 | 0:16   |

## Staffel Nord
| Pl. | Verein                   |                 | Max   | Punkte |
| --- | ------------------------ | --------------- | ----- | ------ |
| 1.  | Berliner TSC             | 6157.7 : 5412.5 | 833.2 | 12:4   |
| 2.  | AC Airport Neuhardenberg | 6103.9 : 5714.6 | 805.4 | 12:4   |
| 3.  | SSV Samswegen            | 5992.5 : 5709.5 | 830.8 | 10:6   |
| 4.  | TSV Blau-Weiß Schwedt    | 5239.2 : 5370.3 | 695.2 | 4:12   |
| 5.  | TSV 1860 Stralsund       | 4537.2 : 5823.6 | 696.0 | 2:14   |

## Finale
Das Finale fand am 2. Mai in Chemnitz statt. Teilnehmer waren die drei Staffelsieger Chemnitz, Berlin und St. Ilgen. Der Chemnitzer AC wurde mit 954,8 Punkten deutscher Meister. Auf den Plätzen folgten der Berliner TSC (846,4 Punkte) und der AC Germania St. Ilgen (750,8 Punkte).